# Al Harewood
Al Harewood (New York, 3 juni 1923 – 13 maart 2014) was een Amerikaanse jazzdrummer.

## Biografie
Harewood was aanvankelijk actief als tapdanser in de omgeving van Bill 'Bojangles' Robinson. Hij begon zijn carrière als drummer begin jaren 1950 in de band van Kai Winding en J.J. Johnson (Jai & Kai). Vervolgens speelde hij bij Carmen McRae, Mary Lou Williams en in het sextet van Curtis Fuller en Benny Golson (Blues-ette). In 1958 werkte hij bij Ahmed Abdul-Malik, in 1960 bij Booker Ervin (Down in the Dumps). Begin jaren 1960 was hij een druk bezette sessiemuzikant, vooral bij plaatopnamen van Blue Note Records, o.a. bij Ike Quebec, Bobby Hutcherson (The Kicker), Grant Green (Grant Stand, Idle Moments, 1963), Stanley Turrentine, Dexter Gordon (Doin' Alright) en Lou Donaldson. Rond 1969 begeleidde hij de zangeres Betty Carter, in 1970 speelde hij in Mickey Tuckers trio, in 1973 met George Benson. In 1977 werkte hij met Horace Parlan, in 1984 met de swingveteraan Buddy Tate en in 1985 in Nederland met Joe van Enkhuizen. In 1986 was hij betrokken bij Lee Konitz' album Ideal Scene. Daarnaast speelde hij met George Weins Newport Festival All-Stars. Tijdens de jaren 1990 werkte hij nog met Toshiko Akiyoshi (Remembering Bud) en Howard Alden (Your Story - The Music of Bill Evans). Verder was hij betrokken bij de opvoering van third stream-composities van Dave Amram.
Hij doceerde slagwerk aan de Rutgers University.

## Overlijden
Al Harewood overleed in maart 2014 op 90-jarige leeftijd.